# Біла Піскова
Біла Піскова — колишнє село у Яворівському районі. Відселене у зв'язку з утворенням Яворівського військового полігону. Поруч знаходяться колишні села Ясенівка, Крущини, Бідин, Клепарів, Біла Мурована, гора Буракова Нива.